# Ligne 188 (chemin de fer slovaque)
La ligne 188 des chemins de fer slovaques relie Košice à la frontière polonaise (Muszyna). Le trafic voyageur n'est plus assuré depuis 2010 vers la Pologne.

## Caractéristique
La ligne est en tronçon commun entre Košice à Kysak avec la ligne 190.

## Histoire
Ouverture du tronçon Prešov - Orlov du 1er mai 1873. Le tronçon Orlov - frontière polonaise fut construit en 1874 mais ne fut mis en service que le 18 août 1876.